# 今年のニュース決定版!
『今年のニュース決定版!』（ことしのニュースけっていばん!）は、フジテレビ（FNN系列）で毎年年末に放送される報道番組。

## 概要
2013年にこれまで年末ニュース特番として放送していた『特命報道記者Xシリーズ』の後継番組としてスタートし、毎年年末にその年のニュースを総括する報道番組。
2013年は「FNNスピーク」担当（当時）の島田彩夏とFNNスーパーニュース担当の榎並大二郎が担当。コメンテーターとして同年CMなどで人気となった東進ハイスクール講師で歴史コメンテーターの金谷俊一郎が出演した。
2014年、2015年はフリーアナウンサーの宮根誠司と同年10月から「FNNスーパーニュース」担当になった生野陽子が担当。また昨年MCとして担当した榎並大二郎はコーナーキャスターとして、MCのアシスタントやコーナーのプレゼンターをした。その年は毎年年末夕方の「FNNニュース」や「FNNスーパーニュース」で放送されている「墓碑銘○○（○○は西暦年）」が本番組で放送された。
本番組が放送される場合、夕方の「FNNスーパーニュースWEEKEND→FNN みんなのニュース Weekend」は休止される。
2016年から2018年は同じく宮根をMCにした報道番組『FNN重大ニュース』が放送されていた。2019年以降毎年12月30日にやはり宮根がMCをする『宮根誠司の日本もうけ話』が放送されている（2023年1月現在）が経済情報バラエティへと変わっている。

## 放送時間
2013年
- 2013年（平成25年）12月15日
  - 16:00 - 17:55

2014年
- 2014年（平成26年）12月21日
  - 16:00 - 17:55

2015年
- 2015年（平成27年）12月20日
  - 16:00 - 17:55

## 出演者
※ニュース担当は通常放送時の週末夕方のニュースに出演している。
| 期間   | メインキャスター | メインキャスター | コーナーキャスター | コメンテーター | コメンテーター | コメンテーター | コメンテーター | ニュース   |
| ------ | ---------------- | ---------------- | ------------------ | -------------- | -------------- | -------------- | -------------- | ---------- |
| 2013年 | 島田彩夏         | 榎並大二郎       | （不在）           | 金谷俊一郎     | 金谷俊一郎     | 金谷俊一郎     | 金谷俊一郎     | 梅津弥英子 |
| 2014年 | 宮根誠司         | 生野陽子         | 榎並大二郎         | 鹿島茂         | 鹿島茂         | 伊藤惇夫       | 伊藤惇夫       | 生田竜聖   |
| 2015年 | 宮根誠司         | 生野陽子         | 生田竜聖           | 佐々木紀彦     | 伊藤惇夫       | 尾木直樹       | 平松秀敏       | 生田竜聖   |

## スタッフ

### 2013年版
- 構成：浜田悠、兼上頼正、松林美妃
- TD／SW：木藤崇
- カメラ：若林茂人
- 音声：木村瞬
- VE：小川栄治
- 照明：小林敦洋
- 美術プロデューサー：豊田亮介
- デザイン：宮川卓也
- 美術進行：大村光之
- 大道具：内堀圭一
- アクリル装飾：國母淳一
- 電飾：齋藤誠二
- 植木装飾：後藤健
- 装飾：門間誠
- メイク：山田かつら
- CG：道上智成、北岡誠
- VIZスーパー：原逸郎、稲田文徳
- テーマ音楽：片山義美、佐瀬貴志
- 撮影：小田切淳、福原豊
- 編集：村本国俊、清宮太郎、風間亮
- 音効：プロジェクト80
- TK：後藤広子、山口佳奈絵
- 編成：藤井修、林英美
- 協力：スタジオヴェルト
- 衣装協力：Marusho、TRECHENT UNO
- FD：深見碧、荒木舞、高橋俊介
- AD：内田直人、小林かのこ、影谷隼壮、高野優季
- AP：相馬友香理、小林かのこ
- ディレクター：田尾佳久、鈴木浩二、木村慶、藤田水美、山口真弓、山下洋平、井戸和也／武ゆかり（TSS）、山田祐希（TNC）
- 編集デスク：杉山ゆかり
- プログラムディレクター：中川真理子
- プロデューサー：安永英樹
- 制作協力：FNN各局
- 制作：フジテレビ報道局
- 制作・著作：フジテレビ

### 2014年版
- 構成：浜田悠、兼上頼正、松林美妃、村井聡之、堀越裕之
- TD／SW：木藤崇
- カメラ：和田篤
- 音声：木村瞬
- VE：小川栄治
- 照明：小林敦洋
- 美術プロデューサー：豊田亮介
- デザイン：宮川卓也
- 美術進行：大村光之
- 大道具：村上公志
- アクリル装飾：國母淳一
- 電飾：齋藤誠二
- 植木装飾：小久保孝志
- 装飾：門間誠
- メイク：山田かつら
- スタイリスト：水口佐智子
- CG：北岡誠、永井健太、山村大典
- VIZスーパー：高橋蓉果、稲田文徳
- 編集：青木一真、風間亮
- 音効：杉本栄輔、李政浩
- 編成：御旅屋俊之、村上正成
- TK：後藤広子、山口佳奈絵
- 協力：スタジオヴェルト
- 衣装協力：Marusho、TRECHENT UNO
- FD：長南里英、荒木舞、小原晶
- AD：村山尊弘、吉田匠、大井祐希、國吉真周
- AP：小林かの子、相馬友香理
- ディレクター：田尾佳久、木村慶、山下洋平、峯岸歩、井戸和也、山崎貴博、滝川玲奈／宮田輝美（KTV）、有田和怜（TKU）、兼海悠太（TNC）、山崎彩（SUT）
- 編集デスク：杉山ゆかり
- プログラムディレクター：木村祐太
- プロデューサー：安永英樹
- 制作協力：FNN各局
- 制作：フジテレビ報道局
- 制作・著作：フジテレビ

### 2015年版
- 構成：浜田悠、兼上頼正、牧田英士、堀越裕之
- TD／SW：山上祐樹
- カメラ：八柄哲
- 音声：山田公二郎
- VE：福川拓哉
- 照明：小林敦洋
- 美術プロデューサー：豊田亮介
- デザイン：齊田崇史
- 美術進行：大村光之
- 大道具：内堀圭一
- アクリル装飾：松本健
- 電飾：石井誠
- 生花装飾：荒川直史
- メイク：山田かつら
- スタイリスト：ミズグチサチコ、奈良則子
- CG：北岡誠、齋藤一広、山本亮太
- VIZスーパー：稲田文徳、吉村彩花
- 編集：村元国俊、石渡史人、関根隆、平岡寛隆、酒井智之
- 音効：杉本栄輔、藁谷良雄、イ ジョンホ
- TK：後藤広子、山口佳奈絵
- 編成：御旅屋俊之
- 協力：スタジオヴェルト
- 衣装協力：FAIRFAX
- 楽曲協力：Sensation
- 送出補助：皆川八重
- FD：深見碧、小原晶、土志田智信
- AD：曽根建貴、佐藤綾、加藤慎也、杼元一樹、河野亜里沙
- AP：関田愛美、小林かの子、相馬有佳理
- ディレクター：田尾佳久、木村慶、山下洋平、峯岸歩、井戸和也、田中秀樹、山﨑貴博、清川玲奈、千田淳一／宮田輝美、諸岡陽大（カンテレ）、木村涼子（富山テレビ）、兼海悠太（TNC）、山崎彩（SUT）
- 編集デスク：杉山ゆかり
- プログラムディレクター：木村祐太
- プロデューサー：安永英樹
- 制作協力：FNN各局
- 制作・著作：フジテレビ

## ネット局
| 放送対象地域   | 放送局                   | 系列                               | 2013年版 | 2014年版 | 2015年版 |
| -------------- | ------------------------ | ---------------------------------- | -------- | -------- | -------- |
| 関東広域圏     | フジテレビ (CX) 制作局   | FNS                                | ○        | ○        | ○        |
| 北海道         | 北海道文化放送 (uhb)     | FNS                                | ○        | ○        | ○        |
| 岩手県         | 岩手めんこいテレビ (mit) | FNS                                | ○        | ○        | ○        |
| 宮城県         | 仙台放送 (OX)            | FNS                                | ○        | ○        | ○        |
| 秋田県         | 秋田テレビ (AKT)         | FNS                                | ○        | ○        | ○        |
| 山形県         | さくらんぼテレビ (SAY)   | FNS                                | ○        | ○        | ○        |
| 福島県         | 福島テレビ (FTV)         | FNS                                | ○        | ○        | ○        |
| 新潟県         | 新潟総合テレビ (NST)     | FNS                                | ○        | ○        | ○        |
| 長野県         | 長野放送 (NBS)           | FNS                                | ○        | ○        | ○        |
| 静岡県         | テレビ静岡 (SUT)         | FNS                                | ○        | ○        | ○        |
| 富山県         | 富山テレビ (BBT)         | FNS                                | ○        | ○        | ○        |
| 石川県         | 石川テレビ (ITC)         | FNS                                | ○        | ○        | ○        |
| 福井県         | 福井テレビ (FTB)         | FNS                                | ○        | ○        | ○        |
| 中京広域圏     | 東海テレビ (THK)         | FNS                                | ○        | ○        | ○        |
| 近畿広域圏     | 関西テレビ (KTV)         | FNS                                | ○        | ○        | ○        |
| 島根県・鳥取県 | 山陰中央テレビ (TSK)     | FNS                                | ○        | ○        | ○        |
| 岡山県・香川県 | 岡山放送 (OHK)           | FNS                                | ○        | ○        | ○        |
| 広島県         | テレビ新広島 (TSS)       | FNS                                | ○        | ○        | ○        |
| 愛媛県         | テレビ愛媛 (EBC          | FNS                                | ○        | ○        | ○        |
| 高知県         | 高知さんさんテレビ (KSS) | FNS                                | ○        | ○        | ○        |
| 福岡県         | テレビ西日本 (TNC)       | FNS                                | ○        | ○        | ○        |
| 佐賀県         | サガテレビ (STS)         | FNS                                | ○        | ○        | ○        |
| 長崎県         | テレビ長崎 (KTN)         | FNS                                | ○        | ○        | ○        |
| 熊本県         | テレビくまもと (TKU)     | FNS                                | ○        | ○        | ○        |
| 大分県         | テレビ大分 (TOS)         | FNS / NNN （クロスネット）         | ○        | ○        | ○        |
| 宮崎県         | テレビ宮崎 (UMK)         | FNS / NNN / ANN （トリプルネット） | ○        | ○        | ○        |
| 鹿児島県       | 鹿児島テレビ (KTS)       | FNS                                | ○        | ○        | ○        |
| 沖縄県         | 沖縄テレビ (OTV)         | FNS                                | ○        | ○        | ○        |